# Suboficial segundo
Suboficial segundo (SS) es un rango militar.

## Argentina

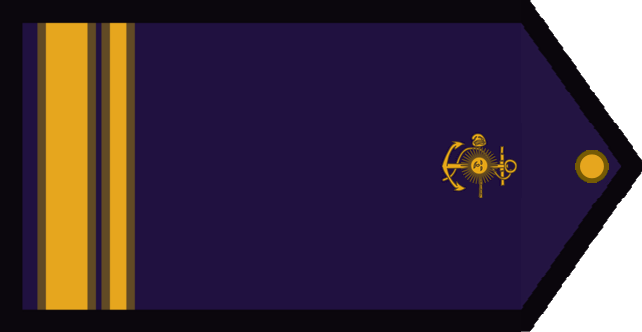
Jineta de suboficial segundo

El rango de suboficial segundo es el cuarto grado de la jerarquía de suboficiales de la Armada Argentina, siendo el rango inmediato superior al de cabo principal y el inmediato inferior al de suboficial primero. Del mismo modo, es el primer rango de la categoría de suboficiales superiores.
Suboficial segundo equivale en el Ejército Argentino al rango de sargento primero y en la Fuerza Aérea Argentina al de suboficial auxiliar.